# Kensville Golf Club
De Kensville Golf Club maakt deel uit van de Kensville Golf Resort, 50 km zuidwestelijk van Ahmedabad in de Indiase deelstaat Gujarat.
Het moderne clubhuis kijkt uit over de 1ste tee en de 18de green. Behalve een 18-holes golfbaan zijn er tennisbanen, squashbanen, en zwembaden. Er is ook een groot grasveld waar cricket gespeeld kan worden. Het clubhuis heeft twee vergaderzalen en 55 gastenkamers, zodat hier veel zakelijke bijeenkomsten kunnen worden gehouden.
In de buurt van de golfclub bevindt zich een groot moerasgebied waar vooral 's winters veel vogels wonen. Er is daar een vogelreservaat met 360 eilandjes. Daardoor zijn er op de golfbaan ook veel vogels te bewonderen, zoals pelikanen, flamingo's, kraanvogels, watersnippen en verschillende soorten eenden.
Sinds 2011 wordt op deze golfbaan de Gujarat Kensville Challenge van de Europese Challenge Tour gespeeld.